# つくばジャンクション
つくばジャンクションは、茨城県つくば市梶内にある首都圏中央連絡自動車道（圏央道）と常磐自動車道を結ぶジャンクション (JCT) である。
圏央道は2017年現在、当JCTから東へ向かう東関東自動車道の大栄JCTまでの39.8キロメートル (km) および、当JCTから西へ向かう東北自動車道の久喜白岡JCTまでの52.4 kmが暫定2車線で開通済み。

## 歴史
- 1982年（昭和57年）3月30日：常磐道・谷田部IC - 千代田石岡IC間開通[1]。
- 1983年（昭和58年）12月22日：常磐道・谷田部IC - 千代田石岡IC間が6車線化。
- 2003年（平成15年）3月29日：首都圏中央連絡自動車道（圏央道）・つくばJCT - つくば牛久IC間開通に伴い、実質的につくば牛久ICの一部として当JCTが供用開始[2]。
- 2007年（平成19年）3月10日：圏央道・つくば牛久IC - 阿見東IC間開通、JCTとして本格的に運用開始。
- 2010年（平成22年）4月24日：圏央道・つくば中央IC - つくばJCT間開通に伴い、当JCTが全面供用[3]。

## 接続する道路

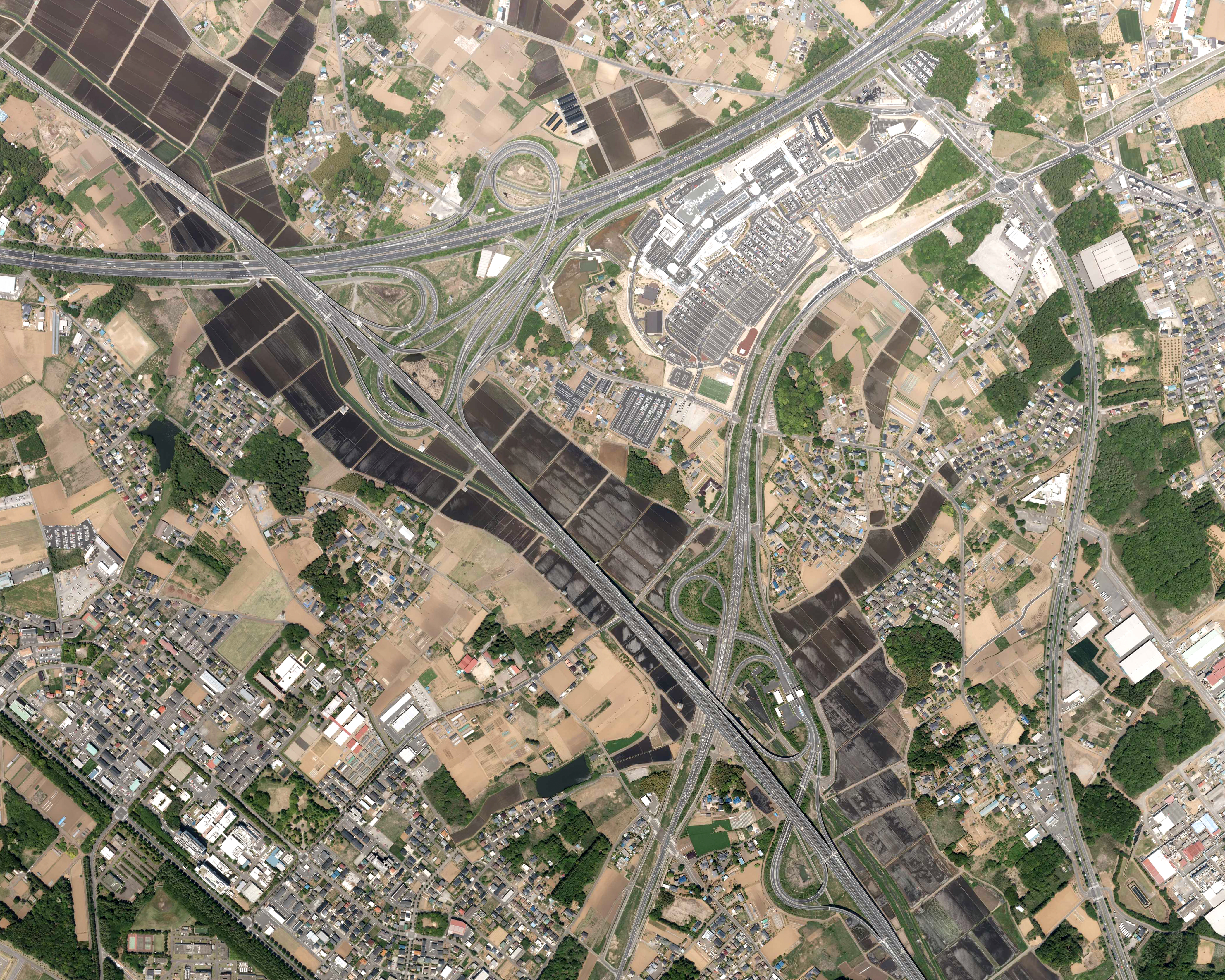
つくばジャンクション、つくば牛久インターチェンジ周辺の空中写真。
。
（2013年5月8日撮影の2枚を合成作成。）

- E6 常磐自動車道(4-1番)
- C4 首都圏中央連絡自動車道（圏央道）(80番)

## 隣
E6 常磐自動車道
(4)谷田部IC - (4-1)つくばJCT - 谷田部東PA - (5)桜土浦IC
C4 首都圏中央連絡自動車道
(76)つくば中央IC - (80)つくばJCT - (81)つくば牛久IC